# Джон Пій Боланд
Джон Мері Пій Боланд (англ. John Mary Pius Boland; 16 вересня 1870, Дублін — 17 березня 1958, Лондон) — британський (ірландець за національністю) політик і тенісист, дворазовий чемпіон літніх Олімпійських ігор 1896 і перший переможець Ігор від Великої Британії.

## Біографія

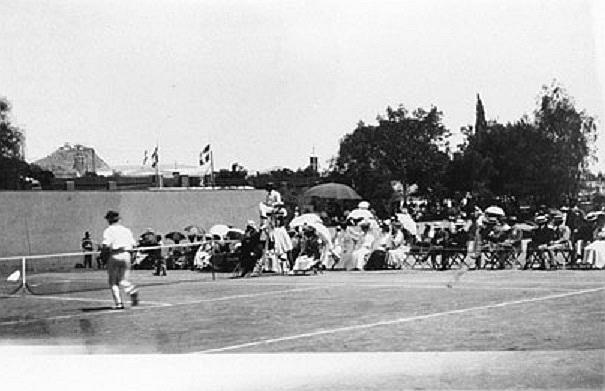
Фінал тенісного турніру в чоловічому одиночному розряді на Іграх 1896: Боланд — Діонісіос Касдагліс

Боланд був студентом Оксфордського університету, коли він опинився в Афінах під час проведення там Олімпійських ігор. Він брав участь у двох тенісних турнірах — одиночному та парному. У першому змаганні, він обіграв німця Фрідріха Трауна в першому раунді, грека Евангелоса Ралліса у чвертьфіналі, Константіноса Паспатіса в півфіналі та Діонісіоса Касдагліса у фіналі, вигравши свою першу золоту медаль.
У парному змаганні разом з ним грав Траун. У чвертьфіналі вони обіграли грецьких братів Арістідіса й Константіноса Акратопулосів. Оскільки вони не мали суперників у півфіналі, то одразу потрапили до фіналу, де зустрілися з іще однією грецькою парою — Касдаглісом і Деметріосом Петрококкіносом. З рахунком 2: 1 вони обіграли греків, і Боланд отримав іще одну золоту медаль.
Після ігор Боланд зайнявся політикою й став членом Палати громад Великої Британії від півдня графства Керрі з 1900 до 1918.
Мав 7 дітей: 2 сини й 5 дочок. Помер у Лондоні у віці 87 років у День святого Патрика.